# Бяла пясъчна мида
Бяла пясъчна мида (Mya arenaria) е вид соленоводна мида от семейство Myidae употребявана от хората като източник на храна. Видът е силно инвазивен, включително и за българското крайбрежие на Черно море.

## Разпространение
Съвременният ареал на мидата е в района на умерените ширини на тихоокеанско крайбрежие на Северна Америка и атлантическия и бряг, както и този на Европа. На север в Европа преминава към моретата от Северния ледовит океан. Видът се среща в Средиземно море и всички морета миещи бреговете на континента, включително и Черно море.

## Местообитание
Тези миди живеят в утайката на бреговете които се заливат при приливи и отливи. Макар че са често срещани в кални райони, името им „аренария“ означава пясъчен и предпочитат комбинация от пясъчни и тинести местообитания. Живеят и при условията на устията на реки и плитчини до 75 метра под водата. Заравят се на дълбочина от 10 – 15 см до 40 – 50 см. Мидите могат да понесат крайни условия на соленост и температура на водата.

## Еволюция и инвазивност
Бялата пясъчна мида е еволюирала в Тихия океан в началото на миоцен. В началото на плиоцен тя разширява своя ареал към водите на Атлантически океан, включително и европейското му крайбрежие. В началото на плейстоцен обаче видът масово измира като се ограничава само до крайбрежието на северозападния Атлантик на Северна Америка.
Днес обаче видът се е превърнал в един от най-инвазивните като бързо отвоюва древните си местообитания. Тя се превръща в един от най-старите инвазивни за Европа безгръбначни видове. Първите сведения за това, че отново е проникнала в бреговете на континента са от 1245 – 1295 г. при датското крайбрежие. През 1960-те видът прониква в бреговете на Черно и Азовско море, където бързо се превръща в доминиращ вид. Първите находки на мидата в Средиземно море са от 1976 година. На западния бряг на САЩ видът е установен в санфранциския залив в периода между 1869 и 1874 година, когато е внесен с остриците от източния бряг на страната. В Аляска видът достига около 1940 г.

## Описание и биология
Дължината на черупките достигат до 13 cm. Формата им е изменчива и варира от овална до издължена. Цветът на черупките варира от мръсно бяла до жълтеникава. Видът се храни с планктон и детрит.
Размножават се един или два пъти в годината. Плодовитостта им зависи от размера. Оплождането е външно. Около 12 часа след това се излюпват свободнодвижещи се ларви – трохофори. В продължение на 2 – 5 седмици личинките се хранят с планктон и нарастват. Постепенно нарастват и падат към дъното където се преобразуват във възрасти миди. Продължителността им на живот е 10 – 12 години, максимум до 28 г.